# Armando Savini
Armando Savini (Dovadola, 29 ottobre 1946) è un cantante italiano.

## Biografia
Cresciuto a Busto Arsizio, dove si è trasferito giovanissimo con la famiglia dalla natìa Romagna, e dopo aver debuttato nel programma televisivo Settevoci, condotto da Pippo Baudo, nel 1964 incide per la Polydor il suo primo 45 giri, Non dite a mia madre.
Passa poi alla Philips Records e nel 1967 incide Uno fra tanti, che viene presentato al Cantagiro e ad Un disco per l'estate. Nello stesso anno partecipa al Festival delle Rose. Il successo arriva l'anno dopo, quando raggiunge il quindicesimo posto nella classifica dei 45 giri con Perché mi hai fatto innamorare, proposta ad Un disco per l'estate 1968.
Il gruppo che lo accompagna nelle numerose serate in quegli anni è costituito da Gianni Rolando voce e accompagnamento, Piero Brasini alla chitarra (sostituito poi nel 1968 dal chitarrista e direttore d'orchestra milanese Giorgio Logiri), dal forlivese Cesare Fantuzzi (detto Fuzz) al basso, da Beppe Leoncini alla batteria e dal padovano Umberto Tognon alle tastiere, Giovanni Vitale (casertano) al sax.
Seguono Stasera sì scritta da Pippo Baudo e sigla di Settevoci e Balla balla ballerina, in concorso ad Un disco per l'estate. Savini prende parte anche al Festival di Sanremo 1969, presentando in abbinamento con Sonia il brano Non c'è che lei, che non raggiunge la serata finale. Si presenta poi al Cantagiro 1970 con Buttala a mare. Nel 1987 vince il Festival Nazionale delle Orchestre di Trento. Il 17 dicembre 2010 è stato ospite alla trasmissione di Carlo Conti "I migliori anni" su Rai 1 cantando il suo successo Perché mi hai fatto innamorare.
Savini ha continuato da allora ad esibirsi con la sua orchestra composta, oltre che da lui stesso (voce), dal figlio Alessio Savini (chitarra e voce), Ileana Giusti (voce), Loris Peverani (batteria), Stefania Senese (fisarmonica tastiere - voci).

## Discografia parziale

### Singoli
- 1966: Caro nome (Phonogram, EPP 5)
- 1966: Non dite a mia madre/Do Wah Diddy Diddy (Polydor, NH 54817)
- 1966: Magica visione/Caro nome (Polydor, NH 54829)
- 1966: La notte no/Son così (Polydor, NH 54833)
- 1967: Ragazzo della mia età/Giorno e notte (Philips, PF 363715)
- 1967: Uno fra tanti/Guardo il mondo (Philips, PF 363720)
- 1967: Il re della speranza/Pierrot (Philips, PF 363724)
- 1968: Lacrime e pioggia/Stop (Philips, 363 729 PF)
- 1968: Stasera si/La strada nel bosco (Philips, PF 363730)
- 1968: Perché mi hai fatto innamorare/Bussa il vento (RT Club, RT 1555)
- 1969: Non c'è che lei/Usciamo di qui (Philips, 363 736 PF)
- 1969: Balla, balla ballerina/Ciao, ricordati di me (Philips, 363 739 PF)
- 1970: Buttala a mare/Serenata d'amore (Philips, 6025010)
- 1970: Buttala a mare (Phonogram, 1019 ASC)

### Album/Apparizioni
- 1977: Complimenti (PDU, PLD. M 6090) con Gruppo Ivan Novaga
- 1982: Armando Savini e La Vera Romagna Italia Folk Vol. 3 (RCA Records, NL 31684)
- 1987: 3º Festival Nazionale delle Orchestre Trento (Dischi Ricordi, AMR 21), con i brani Settantotto giri e Perché mi hai fatto innamorare
- 1989: Mamma Romagna (Musica Solare, MM 10), con i brani Riccioli neri e Da un anno in su
- 1991: Buttala a mare (Carisch, DL 32)
- 1991: I grandi successi di Armando Savini (From Italy, MC 09)
- 1997: La Vera Romagna Italia Folk Vol. 2 (Eco Pop, EP 70854) con Gruppo Ivan Novaga
- 2002: Tutti insieme per Secondo Casadei (Dischi Sonora, CS CD 22), con il brano Riviera Romagnola